# On ne saurait penser à tout

On ne saurait penser à tout est un proverbe en un acte et en prose d'Alfred de Musset créée le 30 mai 1849 au Théâtre-Français.

## Personnages
- Le Marquis de Valberg
- Le Baron
- Germain
- La Comtesse de Vernon
- Victoire, femme de chambre de la comtesse

## Résumé

### Scène I
Le Baron attend son neveu, le Marquis, en la compagnie de Germain, son valet. Ils doivent partir ensemble en ambassade chez la Duchesse de Gotha qui vient d'accoucher. On apprend que le Marquis aime la Comtesse de Vernon. Le Baron s'inquiète pour l'ambassade, car son neveu est aussi très distrait.

### Scène II
Le Marquis arrive. Le Baron le presse de se préparer pour l'ambassade, mais le Marquis veut demander la Comtesse en mariage avant. Le Baron part pour continuer les préparatifs.

### Scène III
Victoire, la femme de chambre, dit au Baron que la Comtesse veut lui parler.

### Scène IV
La Comtesse ne cesse de parler d'habits avec Victoire tandis que le Marquis veut lui parler. Victoire sort.

### Scène V
Le Marquis tente de parler à la Comtesse de l'ambassade et du mariage, mais celle-ci ne fait que parler d'habits et de musique.

### Scène VI
Germain entre et s'étonne que le Marquis ne soit pas en train de parler de l'ambassade à la Comtesse.

### Scène VII
Entre Victoire avec des habits. Le Marquis essaie toujours de lui parler, mais elle veut choisir ses habits.

### Scène VIII
Germain et Victoire, seuls, discutent. Ils savent que le Marquis et la Comtesse s'aiment mais qu'ils ne se le disent pas. Victoire écrit un mot sur la partition pour faciliter les choses.

### Scène IX
Le Marquis et la Comtesse se querellent, mais, voyant le mot de Victoire, ils s'avouent leur amour et se réconcilient. Ils organisent leurs noces et préparent leur voyage. Ils prennent une malle et mettent plusieurs objets inutiles dedans, ils comptent acheter leurs habits là-bas.

### Scène X
Le Baron entre en annonçant que la Duchesse de Gotha est morte. Le voyage est annulé.

## Représentations françaises
- 1947 : mise en scène Robert Manuel, Comédie-Française[2]
- 1959 : mise en scène Roger Planchon, Théâtre Montparnasse[3]
- 1965 : mise en scène Paul Emile Deiber, Théâtre les Célestins[4]
- 1966 : mise en scène Jean-Lorent Cochet, Théâtre de la Madeleine[5]
- 2005 : mise en scène Philippe Minyana, Théâtre Dijon-Bourgogne[6]
- 2011 : mise en scène Frédéric Plain, Scène nationale de Chalon-sur-Saône[7]
- 2015 : mise en scène Florence Camoin, Théâtre de Saint-Maur[8]

## Sources et Références
1. ↑  « On ne saurait penser à tout d'Alfred de Musset », sur Libre théâtre
2. ↑  « On ne saurait penser à tout », sur Les archives du Spectacle
3. ↑  « On ne saurait penser à tout », sur Les Archives du Spectacle
4. ↑  « On ne saurait penser à tout », sur Les Archives du Spectacle
5. ↑  « On ne saurait penser à tout », sur Les Archives du Spectacle
6. ↑  « On ne saurait penser à tout », sur Les Archives du Spectacle
7. ↑  Manuel Piolat Soleymat, « Il faut qu'une porte soit ouverte ou fermée / On ne saurait penser à tout », La Terrasse,‎ 10 mars 2011 (lire en ligne)
8. ↑  "Il ne faut jurer de rien on ne saurait penser à tout", pdf, programme 2015/2016 théâtre de Saint-Maur, p.6